# 孟子明
孟子明（1907年—1988年），男，山东东平人，中华人民共和国政治人物，曾任贵州省人大常委会副主任，中共贵州省顾问委员会常委。